# Zahara Schatz
Zahara Schatz (en hebreo: זהרה ש"ץ‎) (más tarde Sandow); (Jerusalén, Eretz Israel, 20 de julio de 1916 – Jerusalén, Israel, 4 de agosto de 1999), fue una artista, artesana y diseñadora israelí. Fue hija de Boris Schatz, quien fundó la Academia Bezalel de Arte y Diseño en Jerusalén. Fue conocida por la menorá de seis brazos que diseñó para la entrada de Yad Vashem, el memorial oficial de Israel a las víctimas del Holocausto.

## Biografía

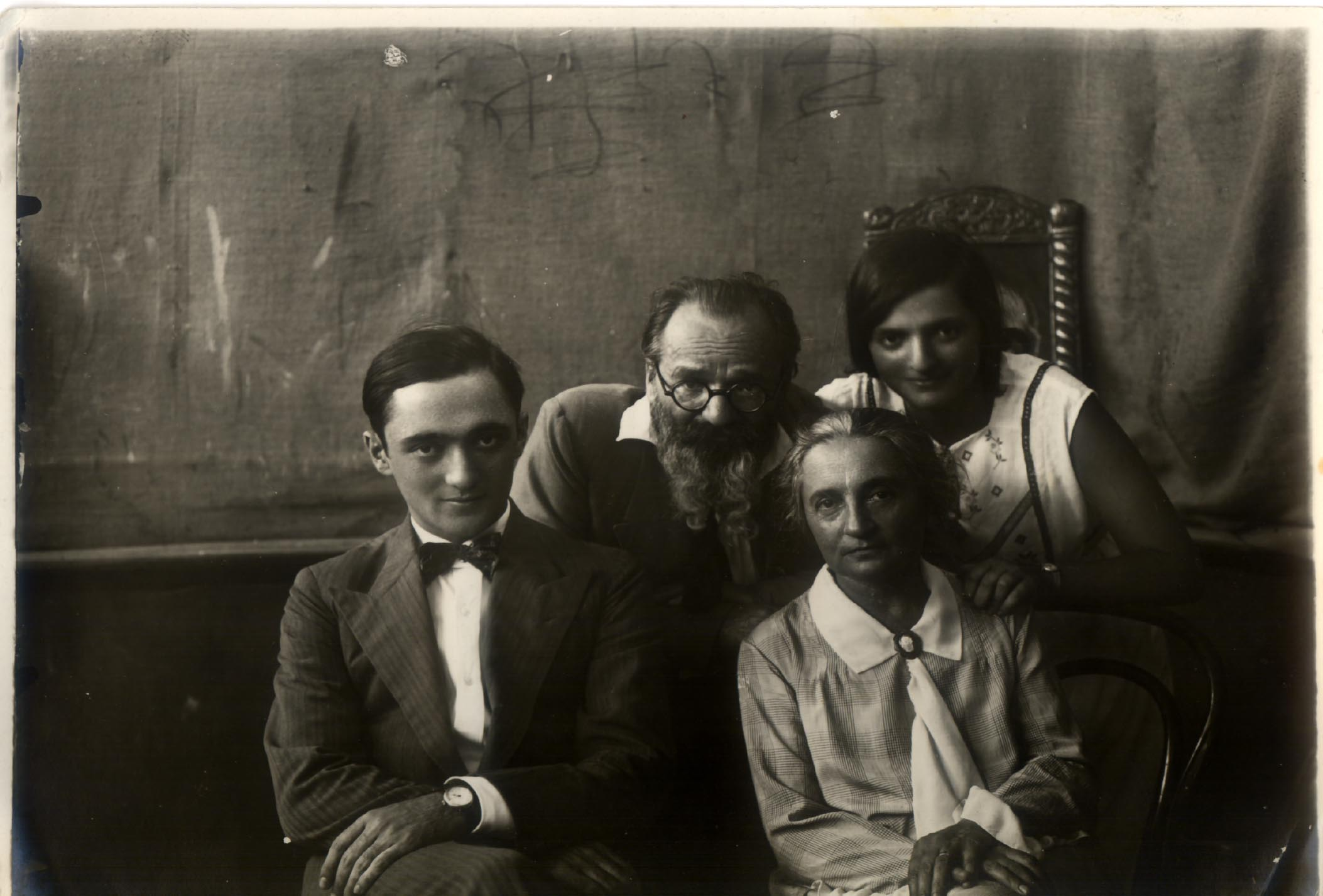
Zahara Schatz, con sus padres y su hermano

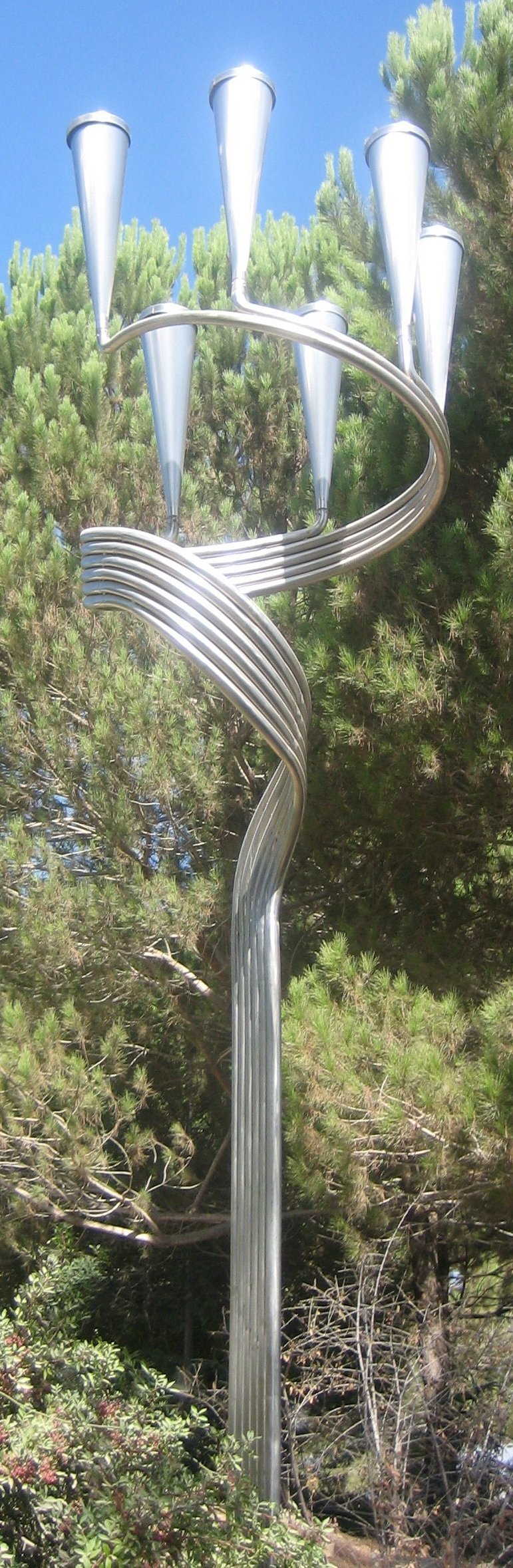
Candelabro de seis brazos de Zahara Schatz, Yad Vashem, Jerusalén, Israel

Zahara, nacida en Jerusalén, era hija de Boris Schatz y su hermano el artista Bezalel o "Lilik".
Estudió en la École Nationale Supérieure des Arts Decorative (Escuela Nacional de Artes Decorativas) en París de 1934 a 1937. También tomó clases en la Académie de la Grande Chaumière.
De niños, los Schatz ambos eran artistas y rechazaron la predilección de su padre por el clasicismo romántico y su obstinado desarrollo de un estilo judío de Eretz Israel, a favor de un modernismo europeo-estadounidense. Sin embargo, siguió el dualismo de su padre: la búsqueda tanto de las bellas artes como de la artesanía (o diseño).

## Carrera
Después de graduarse, Schatz se mudó a los Estados Unidos y se instaló en California. Se casó con el escultor estadounidense Elliott Franz Sandow (1910-1976). En la década de 1940, Schatz impartía clases de arte en la Escuela Laboral de California en Berkeley. Comenzó a trabajar en plástico en la década de 1940, diseñando y construyendo lámparas acrílicas.
Schatz era parte de la colonia de artistas/escritores de Big Sur que incluía al escultor de San Francisco Benny Bufano, el autor Henry Miller, su cuñada Louise Schatz y su hermano Bezalel Schatz. Vivía en Berkeley, California, donde era cercana a la dibujante de bocetos de la corte, Rosalie Ritz, su esposo Erwin Ritz y su hija, editora y editora gerente de The Environmentalist, Janet Ritz.
Saltó a la fama en Israel y en el extranjero durante este tiempo, y Schatz exhibió y ganó premios prestigiosos en los EE. UU. y Europa. En 1951, Schatz ganó un premio por la lámpara de mesa Modelo No. T-4-S, en el Museo de Arte Moderno (MoMA) de la ciudad de Nueva York. Su diseño de lámpara de mesa ganador fue fabricado por Heifez Company, el patrocinador de la competencia del MoMA.
En ese mismo año de 1951, regresó a Israel, sin embargo mantuvo una residencia en Berkeley, California hasta la década de 1970. En 1951, Zahara Schatz, Bezalel Schatz y su cuñada Louise Schatz formaron un taller artesanal "Yaad" ubicado en Israel y arraigado en el modernismo europeo-estadounidense.
En 1959, participó en la Bienal de Venecia de 1959 y diseñó la puerta, construida en la Academia Bezalel de Arte y Diseño para la Casa del Presidente.
Trabajó como asesora en diseño industrial en el Ministerio de Comercio e Industria de Israel.
Schatz murió de una larga enfermedad en Jerusalén el 4 de agosto de 1999, a la edad de 83 años

## Premios y reconocimientos
- 1951: Premio por el diseño de una lámpara de mesa, modelo de lámpara de mesa n.º T-4-S, "Concurso/Exhibición de iluminación de bajo costo", Museo de Arte Moderno, Ciudad de Nueva York, Nueva York[6]
- 1955: Premio Israel, al Premio de Bellas Artes[13][14]
- 1954: Medalla de honor, Trienal de Milán (Triennale di Milano)
- 1959: Premio Dizengoff de Escultura[15]
- 1959: participación en la Bienal de Venecia
- 1960: Premio Yad Vashem, por un candelabro de seis brazos
- 1991: Premio Shoshanna Ish-Shalom, Jerusalén

## Exposiciones
- "Zahara Schatz: una retrospectiva. La tercera exposición de la serie Schatz House, que celebra los 100 años de arte israelí", The Artists' House, Jerusalén, 2006.

## Otras lecturas
- Eva Elisa Wardi (2005). "El poeta de la luz, Zahara Schatz", película documental, Jerusalén: Museo de Israel, Centro de información de arte israelí Gabriel Scherover, colecciones de DVD, 52 min.:48 seg.
- Catálogo de la exposición, Gideon Ofrat (2006). Zahara Schatz 1916–999, Jerusalén: La Casa de los Artistas.
- Meir Ronnen (20 de julio de 2006). "El último Schatz", The Jerusalem Post .